# Стана Вуковић
Стана Вуковић (30. март 1967) је бивша српска и југословенска рукометашица. Са репрезентацијом Југославије освојила је сребрну медаљу на Светском првенству 1990. Добитник је националног признања Републике Србије.